# سومین جنگ انگلیس و میسور
سومین جنگ انگلیس و میسور (۱۷۹۰–۱۷۹۲) جنگی در جنوب هند بین پادشاهی میسور و کمپانی هند شرقی بریتانیا و متحدانش از جمله امپراتوری مراتا و نظام حیدرآباد بود. این جنگ یکی از چهار جنگی بود که بین انگلیس و میسور درگرفت و با پیروزی کمپانی هند شرقی بریتانیا همراه بود.